# Koniński Związek Drużyn „Baszta”
Koniński Związek Drużyn „Baszta” – jednostka terytorialna Organizacji Harcerzy ZHR, należąca do Wielkopolskiej Chorągwi Harcerzy. Zrzesza drużyny i gromady działające na terenie Konina oraz Lądu. Komendantem związku jest pwd. Michał Gościniak HO.

## Jednostki hufca
- 1 Męska Drużyna Harcerzy „Vagabundy”
- 3 Męska Drużyna Harcerzy „Nietykalni”
- 5 Konińska Drużyna Wędrowników
- 77 Męska Drużyna Harcerzy „Wataha”
- Samodzielny zastęp harcerzy „Lędzianie”